# نيوشتينا

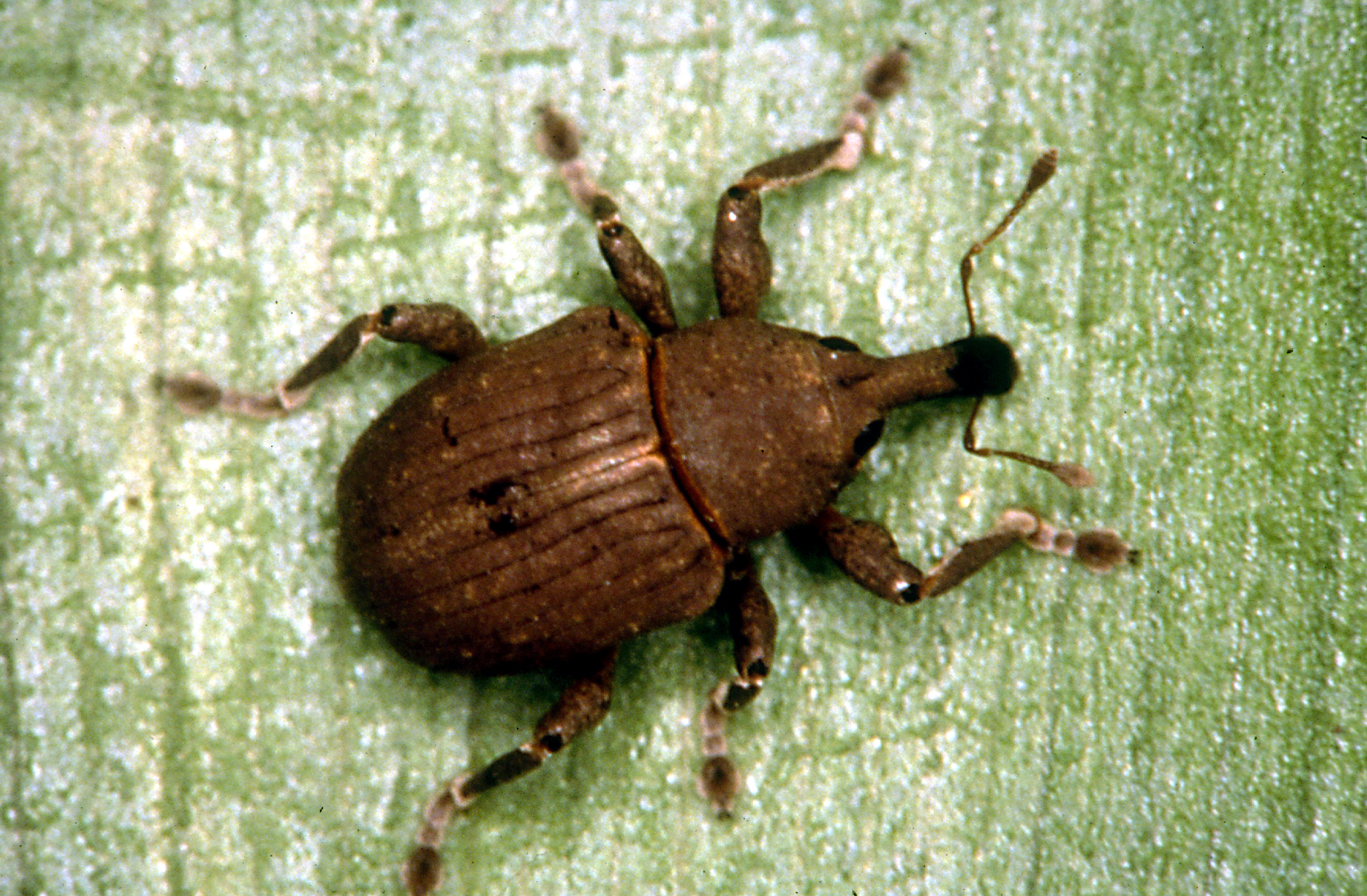
حشرة النيوشتينا.

نيوشتينا (الاسم العلمي: Neochetina) هو أحد أنواع الحشرات يعود أصله إلى القارة الأمريكية الجنوبية، يتغذى بشكل اساس على نبات ورد النيل. ولها عدة أنواع أهمها ال N. eichhorniae و الN. bruchi المميزة بعلامة تشبه الرتبة على ظهرها.
تم تقديم هاتان الفصيلتين عالمياً كحل جذري لإستئصال نبات ورد النيل للدول التي تعاني من انتشاره بشكل مؤذي للبيئة والحياة النهرية.
تعاني بعض الدول العربية من مشكلة انتشار نبات ورد النيل كالعراق ومصر ويمكنهم الاستفادة من هذه الحشرات للتخلص منها، فقد تم النجاح في التحكم البيولوجي في هذه النبتة في بحيره فيكتوريا عن طريق نشر عائلة نيوشتينا في البحيرة.